# Opuntia cochenillifera
El nopal chamacuero, nopal de la cochinilla,Tuna de Cochinilla,Tuna España o tunita (Opuntia cochenillifera (L.) Mill.) es una especie fanerógama perteneciente a la familia Cactaceae. Es nativa de Norteamérica en México.

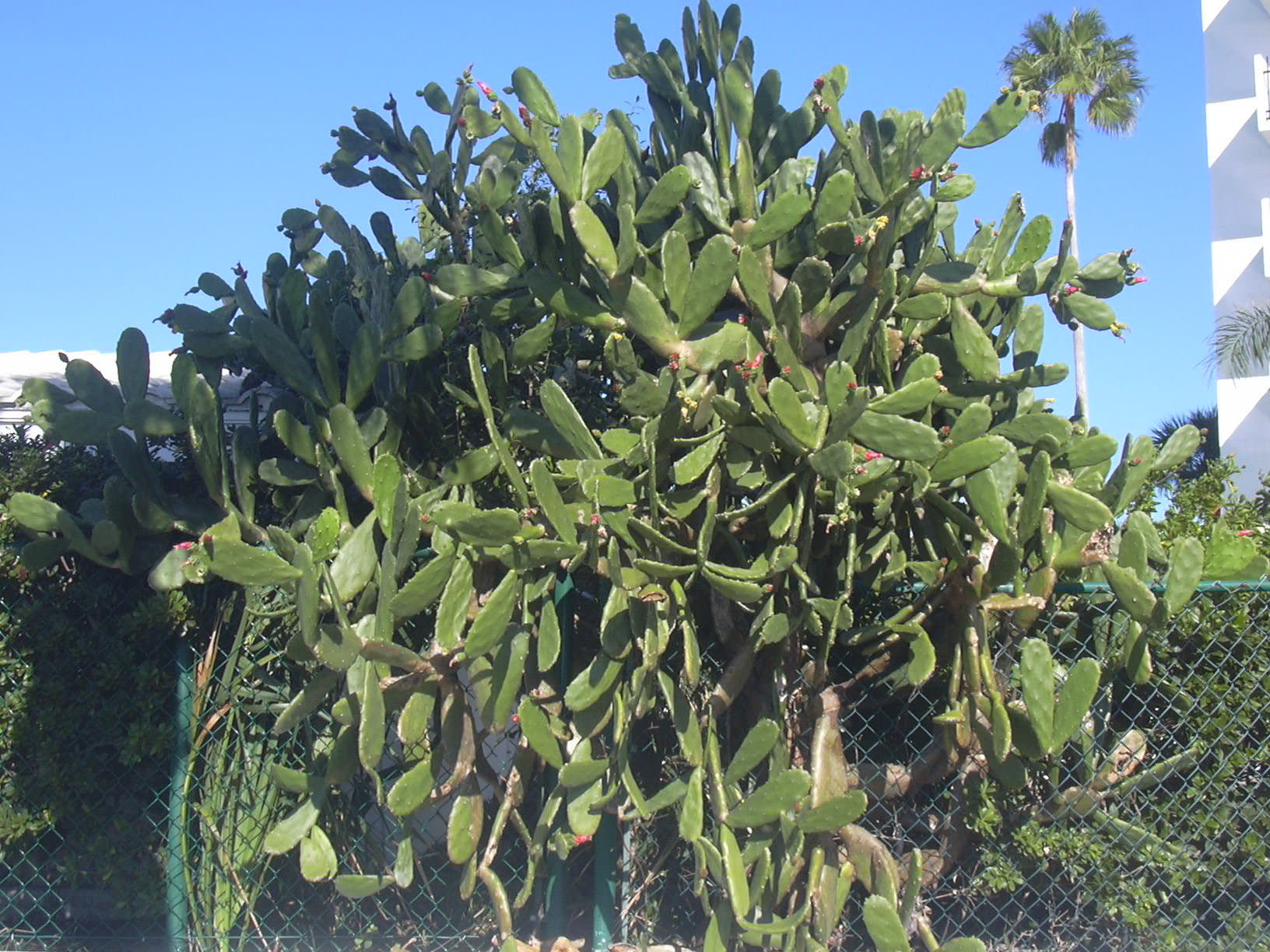
Vista de la planta.

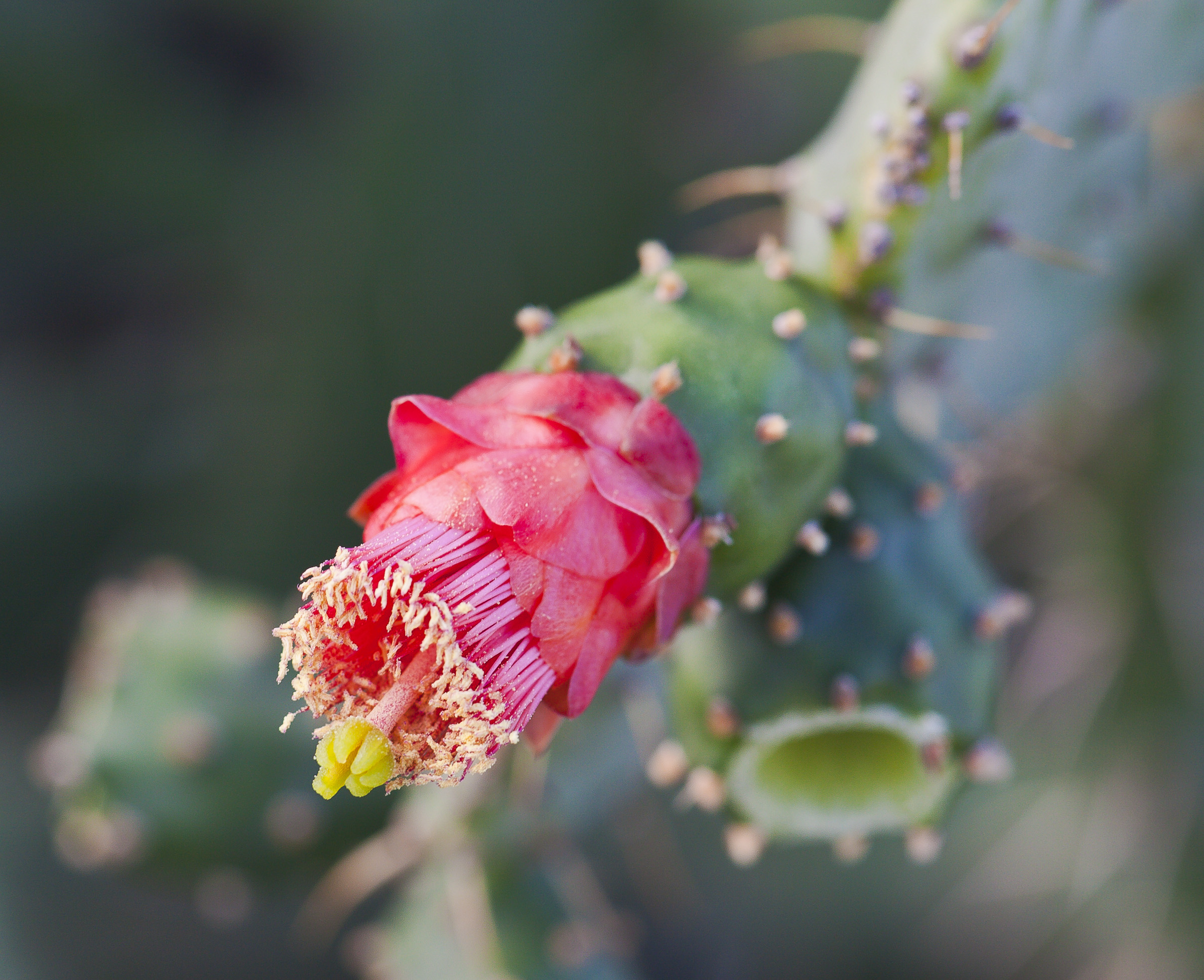
Detalle de la flor.

## Descripción

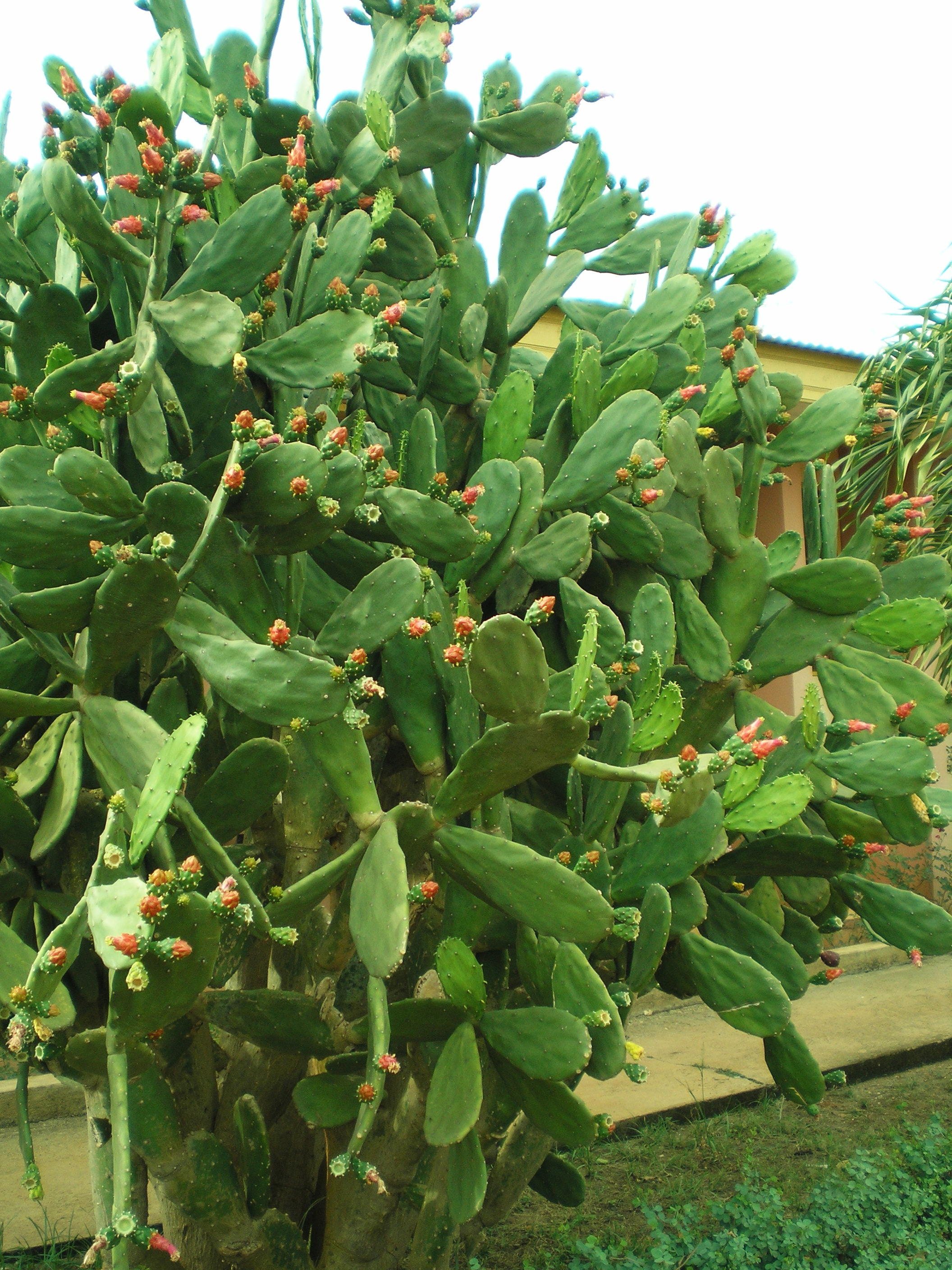
Tuna de Cochinilla con frutos

Opuntia cochenillifera tiene una estructura de árbol en expansión, con múltiples ramas ascendentes y troncos de hasta 20 centímetros.Puede llegar a un tamaño de entre 3 y 4 metros de altura. Planta xerófita, tiene tallo cilíndrico y sus ramas (pencas), son planas carnosas y de forma ovalada.
 
Las ramas son responsables de la fotosíntesis, ya que las hojas se transmutan en espinas que en esta especie son pequeñas y escasas, e incluso inexistentes. La floración ocurre durante todo el año, con preferencia el periodo de septiembre a marzo. Las flores son de color rojizo, con estambres largos y color de rosa. Su reproducción es por esquejes o semillas.

## Taxonomía
Opuntia cochenillifera fue descrita por (Linneo) Philip Miller y publicado en The Gardeners Dictionary: . . . eighth edition Opuntia No. 6. 1768.
Etimología
Opuntia: nombre genérico que proviene del griego usado por Plinio el Viejo para una planta que creció alrededor de la ciudad de Opus en Grecia.
cochenillifera: epíteto
Sinonimia
- Cactus cochenillifer L. (basónimo)
- Nopalea cochenillifera
- Opuntia cochenillifera (L.) Salm-Dyck, 1849, nom. nov.
- Opuntia cochenillifera (L.) Lyons, 1900, nom. illeg.